# Canicule européenne de 2007
Pour les articles homonymes, voir Canicule en Europe.
La canicule européenne de 2007 est un évènement climatique d'ampleur exceptionnelle qui touche une partie de l'Europe orientale et méridionale, principalement entre le 17 juin et le 26 juillet.
Tandis que des températures atteignant les 46 °C sont relevées dans certaines régions des Balkans, une partie du réseau électrique subit des avaries dans les régions concernées par la vague de chaleur, causant une vague de décès importante dans plusieurs pays. En Hongrie, le bilan humain s'élève à plus de 500 morts, tandis que des dizaines de victimes sont relevées en Roumanie, Grèce, Macédoine, Italie, Turquie ou en Serbie.
Parallèlement, des foyers d'incendie sont signalés dans les régions touchées par la vague de chaleur, culminant avec les premiers incendies de forêt en Grèce.

## Déroulement

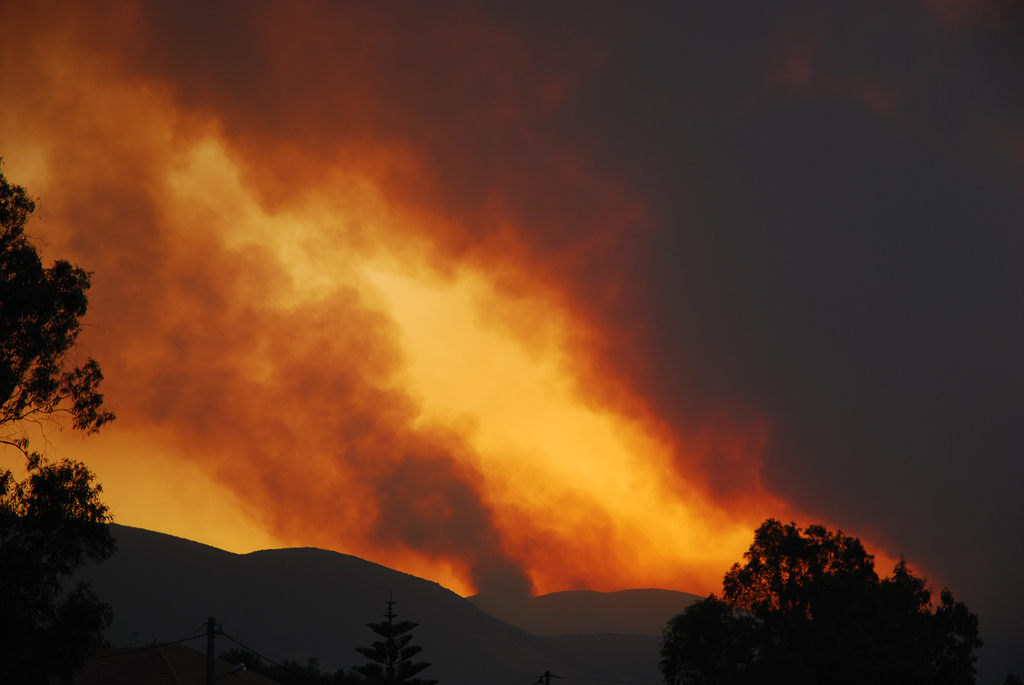
Incendies de forêt durant la canicule, île de Zakynthos, Grèce.

La canicule de 2007 se caractérise par deux vagues de chaleur touchant les régions orientales et méridionales de l'Europe dès le mois de juin. Entre le 15 et le 26 juin, des températures allant de 38 °C à 47 °C sont relevées dans plusieurs provinces du Mezzogiorno (Sud de l'Italie),
des records historiques sont atteints dans les Pouilles, avec 47 °C à la station de Foggia et 46 °C à Bari.
Il en va de même dans une partie de la péninsule balkanique : Albanie, Bulgarie, Serbie, la Macédoine où des pointes à 45 °C sont atteintes, sont parmi les premiers pays touchés. La Roumanie est également touchée par la vague de chaleur où le mercure flirte avec les  45 °C. Quelques jours plus tard, c'est au tour de la Turquie d'être atteinte par la canicule.
Les 25 et 26 juin, des valeurs oscillant entre 42 et 44 °C sont enregistrées dans plusieurs pays des Balkans. Le 26 juin, une température est relevée à Athènes, où l'on atteint les 46,2 °C, ainsi qu'un pic de température de 46,4 °C dans la ville d'Argos tandis que dans plusieurs régions de Grèce, des surtensions dues à l'emploi de climatiseurs privent les habitants d'alimentation électrique. Le 28 juin, des foyers d'incendie sont signalés dans le parc national de Parnitha, dans la périphérie d'Athènes, prémices des incendies de forêt de 2007 en Grèce.
Le bilan humain est également très élevé : dans le courant du mois de juin, 30 personnes perdent la vie des suites de la canicule, dont 15 dans la seule Grèce.
Après une relative accalmie durant plusieurs semaines, une nouvelle vague de chaleur intervient à partir du 21 juillet. En l'espace de quelques jours, le bilan humain atteint les 500 morts en Hongrie, les hausses de températures brutales rendant particulièrement vulnérables les personnes les plus fragiles. En Roumanie, 33 victimes sont recensées dans le même laps de temps. Tandis que les températures atteignent les 45 °C, des pannes sont signalées sur les réseaux électriques en Italie, Albanie, Macédoine ou au Kosovo.
Dans le même temps, les températures caniculaires provoquent des foyers d'incendie dans plusieurs pays de la région. Outre la Grèce, la Serbie, la Croatie, la Macédoine, la Turquie et l'Italie sont concernés par de violents incendies. En Serbie, 2 500 hectares de forêts partent en fumée, tandis qu'un sinistre consume près de 1 000 hectares de zones boisées en Macédoine, près de la ville de Bitola. Dans ce dernier pays, l'état d'urgence est proclamé le 22 juillet, tandis que le mercure atteint localement les 44 °C. En Italie, des incendies ravagent les régions de Sicile, et les Pouilles. La France est également touché par les incendies dans le Var près de Ramatuelle où plus de 400 hectares ont été detruits .

## Valeurs maximales relevées en Europe
| Pays   | Temperature        | Lieu   | Date    |
| ------ | ------------------ | ------ | ------- |
| Italie | 47 °C (117 °F)     | Foggia | 25 juin |
| Grèce  | 46,4 °C (115,5 °F) | Argos  | 26 juin |